# Моисеев, Дмитрий Алексеевич
Дмитрий Алексеевич Моисеев (род. 12 июня 1995, Москва) — российский хоккеист, нападающий.

## Биография
Воспитанник школы «Русь» Москва. Перед сезоном 2012/13 перешёл в «Северсталь», стал выступать за команду МХЛ «Алмаз». В сезоне 2015/16 также дебютировал в КХЛ за «Северсталь» и в ВХЛ за «Ижсталь». По ходу сезона 2017/18 перешёл в китайский клуб ВХЛ «Чэнтоу». 17 июля на время предсезонного сбора подписал пробный контракт с «Динамо» Москва, через месяц заключил двустороннее однолетнее соглашение в качестве неограниченно свободного агента. Дважды — 3 мая 2019 и 29 апреля 2020 продлевал контракт на год. Сезон 2020/21 начал в фарм-клубе «Динамо» Красногорск в ВХЛ, 17 ноября «Динамо» расторгло контракт с выплатой компенсации, и в тот же день Моисеев подписал пробное соглашение с «Северсталью». 15 декабря подписал контракт до конца сезона. 30 сентября был обменян на денежную компенсацию в «Металлург» Магнитогорск. Проведя в конце сентября один матч за «Дизель» в ВХЛ, с октября начал выступать в КХЛ.